# 若林秀敏
若林 秀敏（わかばやし ひでとし、旧芸名：若林 秀俊、1974年3月20日 - ）は、日本の男性俳優、声優。京都府出身。所属事務所はオフィス・オーパ。以前は劇団青年座、プロダクション・タンクに所属していた。

## 出演作品

### テレビアニメ
- 乃木坂春香の秘密 ぴゅあれっつぁ♪（兵）

### 吹き替え
- ミッション: 8ミニッツ

### 吹き替え（アニメ）
- カーズ2（ジェフ・ゴルベット）

### テレビ
- 相棒
  - 元旦SP
  - Season19（2020年） ‐ 田淵洋治 役
- 1分間の深イイ話
- ザ!世界仰天ニュース
- 実録・松本サリン事件
- ロッカーのハナコさん
- 警視庁失踪人捜査課
- 四つ葉神社ウラ稼業 失恋保険〜告らせ屋〜 第5話（2011年5月5日） - リポーター 役
- ザ・今夜はヒストリー - 石田三成役
- ミス・パイロット - コントローラーの声
- トップナイフ-天才脳外科医の条件-（2020年1月 - 、日本テレビ） - 宮本英二役
- 駐在刑事 Season3 第1話（2022年1月14日、テレビ東京）
- 妻、小学生になる。（2022年1月21日 - 、TBS） - 小学校の担任 役
- 連続ドラマW 眼の壁（2022年、WOWOW）[2]
- この素晴らしき世界 第5話（2023年、フジテレビ） - 研修の講師 役
- ダブルチート 偽りの警官 Season1（2024年4月26日 - 6月14日、テレビ東京・WOWOW） - 瀬尾豊 役[3]
- 全領域異常解決室 第4話（2024年10月30日、フジテレビ） - 戸塚茂 役[4]
- アンサンブル 第8話（2025年3月8日、日本テレビ） - 教師 役
- 相続探偵 第8話（2025年3月15日、日本テレビ） - 週刊誌記者 役[5][注 1]
- ナンバーワン戦隊ゴジュウジャー 第8話（2025年4月13日、テレビ朝日） - 男性社員 役[6]
- イグナイト -法の無法者- 第4話・第6話・第7話・第10話（2025年5月9日・23日・30日・6月20日、TBS） - 裁判長 役[7]
- しあわせな結婚 第4話（2025年8月7日、テレビ朝日） - 警察官・平野 役[8]
- 能面検事 第7話（2025年8月22日〈予定〉、テレビ東京） - 菅野勇二 役[9]

### 配信ドラマ
- 仮面ライダーBLACK SUN（2022年10月28日、Amazon Prime Video） - 記者 役
- さらば、銃よ 警視庁特別銃装班 第3話（2023年4月14日、Lemino） - 刑事 役